# Júrame
«Júrame» es una canción popular de la compositora María Grever que ha sido uno de los éxitos de la compositora mexicana a nivel internacional. Entre sus intérpretes destacan José Mojica, Hugo Avendaño,  Juan Camacho, Nelson Ned, Julio Iglesias, Luis Miguel y Plácido Domingo, entre otros.

## Trasfondo
La canción habla de una persona muy enamorada que pide que le jure su amor a ella sin importar que le pase, que le fascina su mirada y que él quiere que ella de nadie se acuerde y solo piense en el.

## Intérpretes
- 1927: José Mojica
- 1951: Los Tres Diamantes
- 1975: Juan Camacho (A ti, mujer)
- 1976: Nelson Ned (Por la puerta grande)
- 1976: Julio Iglesias (América)
- 1995: Ely Guerra (Ely Guerra)
- 1997: Luis Miguel (Romances)

En portugués
- 1976: Nelson Ned - «Jura-me» (Nelson Ned)
- 1978: Julio Iglesias - «Jura-me» (Em português)

En italiano
- 1978: Julio Iglesias - «Pensami» (Sono un pirata, sono un signore)

En francés
- 1980: Julio Iglesias - «C'est ma vie» (Sentimental)

En alemán
- 1981: Julio Iglesias - «Sie war da» (Zärtlichkeiten)